# Jamaica fogadó
A Jamaica fogadó (eredeti cím: Jamaica Inn) 1939-ben bemutatott fekete–fehér angol bűnügyi film Alfred Hitchcock rendezésében. Ez Maureen O’Hara első főbb szerepe. A negatív főszereplő Charles Laughton. Ez a film volt Hitchcock utolsó olyan filmje, amit az Egyesült Királyságban készített, mielőtt az Egyesült Államokban folytatta volna filmes pályafutását.
Magyarországon 1940. április 26-án mutatták be Fekete éjszakák címen.
A történet Cornwall partjain játszódik, ahol 1819-ben valóban létezett egy Jamaica Inn nevű fogadó, ami azoknak a rablóknak és gyilkosoknak a tanyája volt, akik szándékosan kioltották a parton lévő jelzőtüzet, hogy a hajók zátonyra fussanak. Utána a legénységet legyilkolták és elrabolták a rakományt.

## Cselekmény
1819-ben az angliai Cornwall grófság partjainál veszélyes banda garázdálkodik. Tanyájuk a Jamaica fogadó, vezetőjük Joss, a fogadós. Módszerük, hogy hamis fényjelzésekkel a hajókat zátonyra futtatják és kifosztják, a túlélőket megölik. Ide igyekszik az árvaságra jutott fiatal Mary, Joss feleségének unokahúga, hogy rokonainál a fogadóban éljen. Útközben megismerkedik a helyi főúrral, Sir Humphrey Pengallan békebíróval, aki lovat bocsát rendelkezésére. Amikor Mary megérkezik, a banda tagjai a zsákmányból rájuk eső rész miatt méltatlankodnak, fő hangadójuk Jem, aki nemrég csatlakozott hozzájuk. Mary rájön, hogy nagybátyja fogadója egy hajófosztogató banda tanyája. Joss parancsára a lázító Jem-et lefogják és felakasztják, Mary azonban az utolsó pillanatban levágja őt a kötélről, és együtt elmenekülnek. A tengeren úszva jutnak el Sir Humphrey kastélyába, ahol Jem felfedi kilétét: ő valójában James Trehearne rendőrnyomozó, akit a hadügyminisztérium küldött a banda leleplezésére. Ő azonban még jobban szeretné a Joss mögött álló igazi vezető személyét kideríteni, aki a bandának előre pontosan megmondja, hogy mikor fog a part mellett elhaladni olyan hajó, amit érdemes kirabolni. Ez nem lehet Joss, mert ő nem rendelkezik ezzel az információval.  
Sir Humphrey kettős életet él. Segítségért küld egy levelet az egyik emberével a szomszédos helyőrségre, ő maga James-szel fegyveresen a Jamaica fogadóhoz megy, ahol azonban a banda tagjai rajtuk ütnek, és megkötözik őket. Mary is beoson a fogadóba, hogy a nagynénjét figyelmeztesse, meneküljön, amíg lehet, ő azonban nem akarja a férjét elhagyni.
Amikor a banda elmegy az aznap esedékes hajót kirabolni, Mary-t is magukkal hurcolják, a foglyokat pedig hátrahagyják Joss feleségére, aki pisztollyal őrzi őket. 
Sir Humphrey nem sokkal később ledobja magáról a hevenyészve és csak látszólag megkötött kötelet (amivel Joss kötözte meg), így Trehearne számára kiderül, hogy valójában ő a banda titokzatos vezére. 
A parton Mary-nek sikerül fellopóznia a jelzőfényhez, amivel jelt ad a hajónak, így az elkerüli a sziklákat és nem süllyed el. A rablók igen dühösek Joss-ra az elmaradt zsákmány miatt, ami arany lett volna. Joss menekülőre fogja és Mary-t is magával viszi egy kocsin, azonban az egyik társa rálő és eltalálja. Visszaérnek a fogadóba, de Joss annyira rossz bőrben van, hogy nemsokára meghal. Patience néni el akarja mondani Mary-nek, hogy ki a banda igazi feje, ekkor azonban lövés éri és ő is meghal. Az ajtóban Sir Humphrey áll. Megkötözi Mary-t és magával hurcolja.
Sir Humphrey terve az, hogy Franciaországba szökik, ahova Mary-t is magával akarja vinni.  James rendőrnyomozó ezt megelőzően kiszabadult, mert Patience kioldozta a köteleit,  így katonákkal üldözőbe veszi Sir Humphrey kocsiját. Sir Humphrey a lánnyal egy hajóra menekül; amikor látja, hogy James oda is követte, és nincs több esélye, felmászik a legmagasabb árbócra és a fedélzetre veti magát.

## Szereposztás
| Szerep                                      | Színész           | Magyar hangja (1. szinkron, 1991) | Magyar hangja (2. szinkron) |
| ------------------------------------------- | ----------------- | --------------------------------- | --------------------------- |
| Sir Humphrey Pengallan gróf, békebíró       | Charles Laughton  | Makay Sándor                      | Makay Sándor                |
| Chadwick, komornyik                         | Horace Hodges     | Szoó György                       | Dobránszky Zoltán           |
| Joss Merlyn fogadós, bandavezér             | Leslie Banks      | Szersén Gyula                     | Konrád Antal                |
| Patience, Joss Merlyn felesége              | Marie Ney         | Bencze Ilona                      | Bókai Mária                 |
| 5. Mary Yellen, Joss Merlyn unokahúga       | Maureen O’Hara    | Kiss Erika                        | Farkasinszky Edit           |
| James „Jem” Trehearne álruhás rendőrnyomozó | Robert Newton     | Rosta Sándor                      | Mikula Sándor               |
| Dandy                                       | Edwin Greenwood   | Beregi Péter                      | Lázár Sándor                |
| Harry, házaló árus, koldus                  | Emlyn Williams    | Kassai Károly                     | Harmath Imre                |
| Szentfazék / Üdvözítő Watkins               | Wylie Watson      | Kenderesi Tibor                   | Uri István                  |
| 10. Sea Lawyer Sydney                       | Morland Graham    | Botár Endre                       | Katona Zoltán               |
| Tumáni mama, bérlő                          | Clare Greet       | Szécsi Vilma                      | Némedi Mari                 |
| Sam, lovász, istállófiú                     | Hay Petrie        | Imre István                       | Kapácsy Miklós              |
| Fiú                                         | Stephen Haggard   | Szokol Péter                      | Sótonyi Gábor               |
| Thomas                                      | Mervyn Johns      | Beregi Péter                      | Bolla Róbert                |
| 15. Mario kapitány                          | Robert Adair      | Uri István                        | Végh Ferenc                 |
| Kocsis                                      | Aubrey Mather     | Antal László                      | N/A                         |
| Utas a lovaskocsin                          | Marie Ault        | Kassai Ilona                      | N/A                         |
| Lord George, vacsoravendég                  | Basil Radford     | Buss Gyula                        | N/A                         |
| Ügynök                                      | Frederick Piper   | N/A                               | N/A                         |
| Bérlő                                       | Herbert Lomas     | N/A                               | N/A                         |
| Bérlő                                       | William Devlin    | N/A                               | N/A                         |
| Sir Humphrey barátnője                      | Jeanne De Casalis | N/A                               | N/A                         |
| Lady Beston                                 | Mabel Terry-Lewis | N/A                               | N/A                         |
| Mr. Ringwood                                | Bromley Davenport | N/A                               | N/A                         |
| Murray kapitány                             | George Curzon     | N/A                               | N/A                         |